# گروه دو
گروه دو (انگلیسی: Groupe Doux) شرکت صنایع غذایی فرانسوی است، که در سال ۱۹۵۵ تأسیس شد.